# A.chi-a.chi

a·chi-a·chi是活躍於1988年至1998年的日本雙胞胎女歌手組合。

## 成員
- 今井永（Imai Nori）与今井久（Imai Hisa），二人均为1972年2月11日出生于群馬縣。

## 概要
- 1988年以魔神英雄傳WATARU的主題歌出道。之後主要參與魔神英雄伝WATARU系列的主題歌和形象歌曲。
- 1991年發行了單獨的專輯。第二張專輯是以至今為止沒有過的姿態登場。之後，做為歌手的活動逐漸變廣，也提供了WATARU以外的作品（極道くん漫遊記）。
- 1995年以後，新曲發表停止，在1998年播放的電視動畫片『超魔神英雄伝WATARU』的3張音樂集中，分別收錄了1曲。此外，在同期舉行的『超魔神英雄伝WATARU』活動中也多年不見的在公眾場合露面。
- 一段時期偏向於獨立型的發行，歌手曲目作家立花瞳為兩人創作歌曲，突然發行計畫被白紙撤回，「新曲發行」沒有實現。

## 作品
發售全部由Victor Entertainment進行。

### 單曲
- Step　（1988年5月21日）
- もう一つの卒業　（1991年2月21日）
- WRONG NUMBER　（1991年7月21日）
- POWER　（1991年10月21日）
- 涙のセカンド・ボタン　（1992年2月5日）
- 恋のバカンス　（1992年7月1日, VIDL-10254）
- 君が生まれる日　（1993年1月21日）
- 永遠の扉　（1993年9月22日）
- エール　（1993年10月21日）
- 時の振子　（1994年5月21日）

### 專輯
- Step　（1991年8月21日）
- EVERLASTING　（1992年9月23日）
- RONDO　（1994年11月30日）

### 音樂集收錄樂曲
- 超魔神英雄伝ワタル 音楽篇I （1998.03.21）
  - M-19 Again
- 超魔神英雄伝ワタル 音楽篇II （1998.08.21）
  - M-20 Honesty
- 超魔神英雄伝ワタル 音楽篇III （1998.11.21） 
  - M-2 Dream Balloon